# Catatassomyia meronephada
Catatassomyia meronephada is een muggensoort uit de familie van de steekmuggen (Culicidae). De wetenschappelijke naam van de soort is voor het eerst geldig gepubliceerd in 1925 door Dyar & Shannon.